# Пазотто, Джузеппе
Джузеппе Пазотто (итал. Giuseppe Pasotto; род. 6 июля 1954, Боволоне, Италия) — католический епископ, ординарий Апостольской администратуры Кавказа.

## Биография
Джузеппе Пазотто родился 6 июля 1954 года в городе Боволоне, Италия. После окончания школы поступил в монашескую конгрегацию Священных Стигматов Иисуса Христа. 12 мая 1979 года был рукоположен в сан священника.
В 1993 году прибыл в Грузию. В 1996 году Джузеппе Пазотто был назначен Святым Престолом апостольским ординарием Апостольской администратуры Кавказа для верующих латинского обряда, проживающих в Грузии.
6 января 2000 года Римский папа Иоанн Павел II назначил Джузеппе Пазотто титулярным епископом Мусти.
В 2008 году, во время войны в Грузии Джузеппе Пазотто осудил действия России и заявил, что «людей оставили в одиночестве перед русским гигантом, а Запад только и знает, что говорит обо всём хорошо».